# Henri-Albert Gosse
Pour les articles homonymes, voir Gosse.
Henri-Albert Gosse, né le 28 mai 1753 à Genève et mort dans la même ville le 1er février 1816, est un pharmacien et naturaliste genevois.

## Biographie
Sa famille, originaire de Hollande, possédait une librairie à Genève, créée par son grand-père et gérée par son oncle et son père Jean. Son père épousa Manon Tandon en 1752. Le jeune Henri-Albert montre dès le collège son aptitude pour l'étude des sciences naturelles mais à la suite des difficultés matérielles de son père, il doit entrer très vite comme commis dans la librairie familiale. 
Il continue cependant sa formation, en particulier avec Marc-Auguste Pictet, professeur de philosophie naturelle à l'Académie.   
En janvier 1779, il se rend à Paris pour étudier la pharmacie et la chimie à l’École royale de pharmacie. Il en profite pour nouer des contacts avec le chimiste Fourcroy, l'inspecteur des manufactures Roland (futur ministre girondin) et avec François de Neufchâteau (futur membre du Directoire). Après l’obtention de son diplôme, il rentre à Genève à la fin 1781 où il se lance dans différentes recherches scientifiques, dont des travaux sur le suc gastrique et la digestion. C'est aussi un passionné de botanique, inspiré par l'exemple de Rousseau, et un amateur d'histoire naturelle polyvalent, fasciné par l'étude des monstruosités et la théorie de la génération. En 1784, il lance une souscription afin de construire un ballon dirigeable avec Nicolas Paul, mais l'expérience est un échec.   
Devenu bourgeois de Genève, il se marie avec Louise Agasse (18 août 1788) et ouvre sa propre pharmacie à Longemalle en 1788. Il est reçu Maître en pharmacie le 18 juin 1788. En 1789, il est nommé membre correspondant de l'Académie des Sciences de Paris pour ses Mémoires sur les maladies des doreurs et sur celles des chapeliers. En 1790, il crée avec le bijoutier Johann Jacob Schweppe et le mécanicien Nicolas Paul une société pour la fabrication d'eaux minérales artificielles, dont la filiale anglaise, établie quelques années plus tard deviendra la Cadbury and Schweppes. 
Avec Marc-Auguste Pictet et Charles Pictet de Rochemont, Gosse participa à la mise sur pied d'une fabrique de faïences fines sur le modèle anglais, la Société de poterie des Pâquis qui fut en activité de 1786 à 1796.
Principal instigateur de la fondation en 1791 de la Société de physique et d'histoire naturelle de Genève, il joue également un rôle décisif dans la fondation de la Société des naturalistes en 1803, et surtout celle de la Société helvétique des sciences naturelles, qui se réunit pour la première fois le 5 octobre 1815 dans son ermitage de Mornex, sur un contrefort du Salève.  
Il fut le père du médecin hygiéniste et philhellène Louis-André Gosse (1791-1873).

## Publications
- Deux mémoires sur les maladies des doreurs et sur celle des charpentiers, 1879[4].